# 스트랫퍼드역

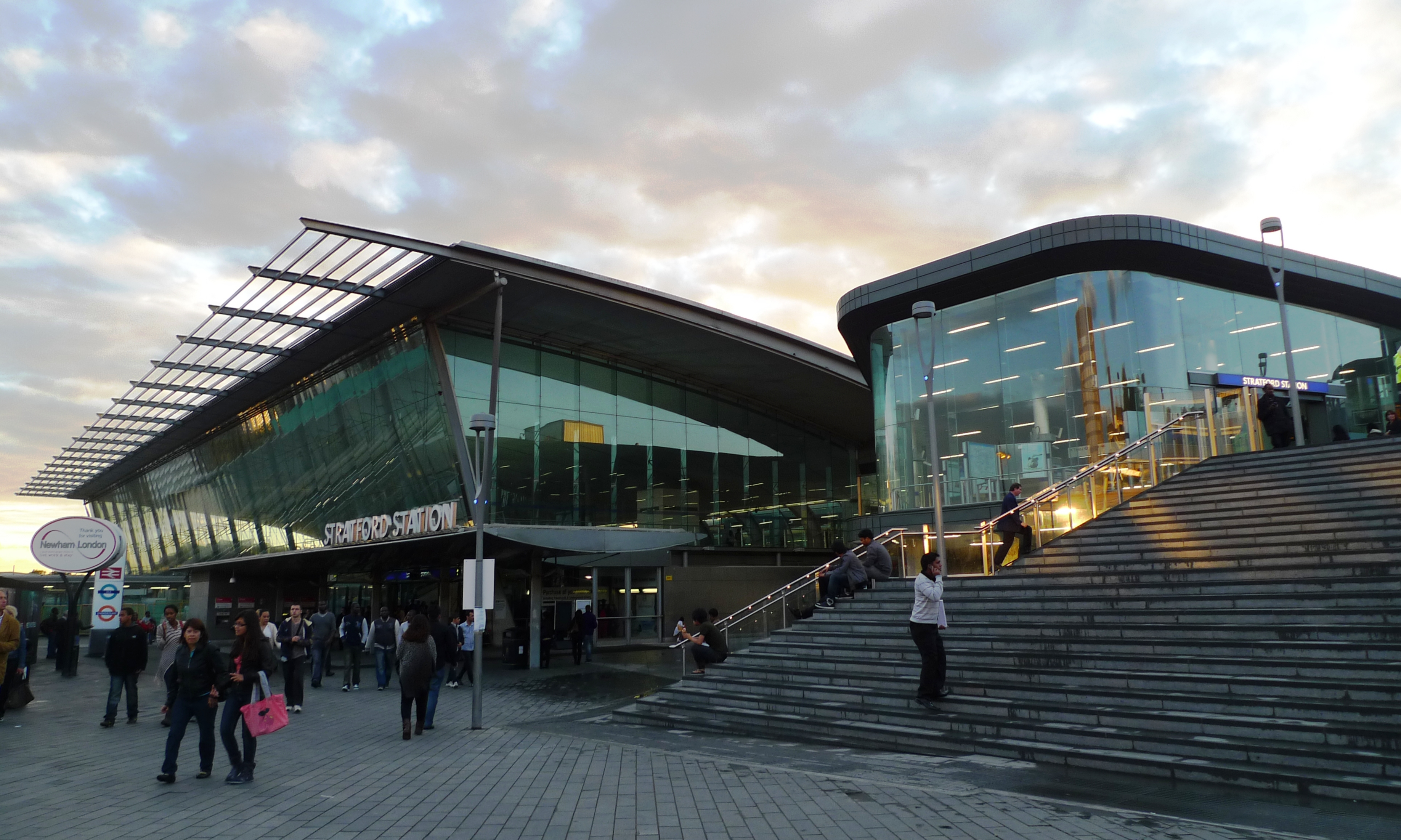

스트랫퍼드역(Stratford Station)은 영국 그레이터 런던 뉴엄에 위치한 런던 지하철/기차역이다.
도시 철도는 센트럴 선, 주빌리 선, DLR, 런던 오버그라운드가 선다.